# Parafia Świętej Trójcy w Gorlicach
Parafia katedralna Świętej Trójcy – parafia prawosławna w Gorlicach, w dekanacie Gorlice diecezji przemysko-gorlickiej, siedziba dziekana.
Na terenie parafii funkcjonuje 1 cerkiew:
- sobór Świętej Trójcy w Gorlicach – parafialna i jednocześnie katedralna

## Historia
Pierwsza cerkiew w Gorlicach istniała już w XV w. Z jej wyposażenia zachowała się jedna ikona (św. Mikołaja), znajdująca się obecnie w muzeum we Lwowie.
W czasie II wojny światowej czyniono starania o utworzenie parafii prawosławnej w Gorlicach, jednak planów nie zrealizowano ze względu na brak możliwości pozyskania odpowiedniego budynku na cerkiew.
Po powrocie z wysiedleń (przeprowadzonych w ramach akcji „Wisła”), prawosławni z Gorlic uczestniczyli w życiu parafialnym w Bartnem, Bielance i Hańczowej. Parafia gorlicka została erygowana w 1985 dekretem biskupa (późniejszego arcybiskupa) Adama, ordynariusza utworzonej 2 lata wcześniej diecezji przemysko-nowosądeckiej. Nabożeństwa początkowo odprawiano w kaplicy domowej. W latach 1986–1991 wzniesiono cerkiew parafialną mającą upamiętniać męczeńską śmierć ks. Maksyma Sandowicza (obecnie prawosławnego świętego – Maksyma Gorlickiego), rozstrzelanego w Gorlicach przez żołnierzy austriackich 6 września 1914. W latach 90. XX w. obok cerkwi zbudowano dom parafialny, w którym w 1999 otwarto Muzeum Diecezji Przemysko-Nowosądeckiej.
W marcu 2000 przy cerkwi rozpoczął działalność Diecezjalny Ośrodek Kultury Prawosławnej „Elpis”.
10 marca 2009 cerkiew parafialna została podniesiona do rangi katedry, a wikariusz diecezji – biskup Paisjusz – otrzymał tytuł biskupa gorlickiego.
W dniach 5–6 września 2014 uroczyście obchodzono 100-lecie męczeńskiej śmierci i 20-lecie kanonizacji św. Maksyma Gorlickiego.
W 2016, po wyborze biskupa Paisjusza na ordynariusza diecezji (która otrzymała nową nazwę: „przemysko-gorlicka”), cerkiew parafialna w Gorlicach stała się katedrą diecezjalną.

## Wykaz proboszczów
- 1985–? – ks. Bazyli Gałczyk
- od 28.06.1995 – ks. Roman Dubec